# Still the Same Ole Me
Still the Same Ole Me è un album in studio del cantante statunitense George Jones, pubblicato nel 1981.

## Tracce
1. Still Doin' Time – 2:50 (Michael P. Heeney, John E. Moffat)
2. Couldn't Love Have Picked a Better Place to Die – 3:21 (Curly Putman, Bucky Jones)
3. I Won't Need You Anymore – 3:19 (Troy Seals, Max D. Barnes)
4. Together Alone – 3:00 (Bobby Braddock)
5. Daddy Come Home (Georgette and Daddy) – 2:25 (Bobby Braddock)
6. You Can't Get the Hell Out of Texas – 2:38 (John Hadley, Jim Stafford)
7. Good Ones and Bad Ones – 2:47 (Joe Chambers, Larry Jenkins)
8. Girl, You Sure Know How to Say Goodbye – 2:59 (Tom T. Hall)
9. Someday My Day Will Come – 2:33 (Earl Montgomery, Chris Ryder, V. L. Haywood)
10. Same Ole Me (featuring The Oak Ridge Boys) – 2:51 (Paul Overstreet)